# Igillo
Igillo (latino Igillus; prima del 250? – dopo il 278) principe e condottiero della popolazione germanica dei Burgundi o dei Vandali, vissuto all'epoca dell'imperatore romano Marco Aurelio Probo a nord della provincia romana della Rezia.

## Biografia
Di questo personaggio germanico sappiamo che fu capo dei Burgundi o dei Vandali, popolazioni alleate quando nel 278 si scontrarono con il nuovo imperatore, Marco Aurelio Probo e furono sconfitti. Il teatro degli scontri fu la provincia romana di Rezia nei pressi del fiume Lech (chiamato da Zosimo, Licca).
(Zosimo, Storia nuova, I, 68, 2-3.)
Probo decise allora di accordare a queste genti germaniche le stesse condizioni imposte poco prima ai Lugi, ma quando i barbari vennero meno alle intese, trattenendo una parte dei prigionieri, l'imperatore li affrontò nuovamente e li massacrò, riuscendo anche a catturare il loro capo, Igillo. Al termine di questi accadimenti lo stesso Probo assunse per le vittorie riportate l'appellativo di Germanicus maximus.

### Fonti primarie
- Corpus Inscriptionum Latinarum, libro III.
- Historia Augusta, Probo.
- Zosimo, Storia nuova, libro 1.

### Fonti secondarie
- (EN) Michel Grant, Gli imperatori romani, storia e segreti, Roma, 1984, ISBN 88-541-0202-4.